# Saru Lock
Saru Lock (猿ロック) est un  manga de Naoki Serizawa. Il a été prépublié dans le magazine Young Magazine de l'éditeur Kōdansha et a été compilé en un total de vingt-deux volumes. La version française est publiée en intégralité chez Pika Edition dans la catégorie senpai. L'édition et l'impression de cette série est terminée. 
Un drama de douze épisodes a été diffusé du 23 juillet au 15 octobre 2009,, et un film live est sorti le 27 février 2010.

## Synopsis
Yataro Sarumaru, surnommé Saru est un jeune serrurier , travaillant à la boutique de son père. On suivra alors les aventures de ce serrurier hors-pair, au travers des requêtes de ses clients, mais aussi de sa volonté de perdre son pucelage. Très vite au contact des "Heaven Crow's" le groupe de jeunes rebelles de son quartier, l'histoire nous porte dans des actions haletantes et des situations loufoques. 

## Avertissement
Le manga, réservé à un public majeur averti, s'aventure volontiers sur le terrain du vandalisme et de la pornographie, sans compter des dialogues crus et grivois. Bien que mosaïqués, les scènes de sexe et les crochetages de serrure destinent l'œuvre à un public responsable.
Le manga se différencie de la production érotique et pornographique japonaise souvent bâclée.
Pourtant par une histoire originale, des personnages attachants, une action toujours prenante, un soin particulier apporté au graphisme et un humour décalé, cette œuvre sort du lot.

## Personnages
Yataro Sarumaru (猿丸耶太郎, Sarumaru Yataro)
Ritsuko Mizuhara (水原律子, Mizuhara Ritsuko)
Kenji Yamamoto (山本健児, Yamamoto Kenji)
Jiro Yamada (山田次郎, Yamada Jiro)

## Manga
La série a été publiée dans le magazine Young Magazine entre 2003 et 2009. Le premier volume relié est publié par Kōdansha le 25 décembre 2003 et le vingt-deuxième et dernier le 26 décembre 2009. La version française est éditée en intégralité par Pika Édition.